# 유복통
유복통(중국어: 劉福通, 1321년 7월 8일 ~ 1363년 2월 23일)은 영주(지금은 안후이성) 출신 인물이다. 중국 원 시대 말기 홍건도의 두목이었다.

## 생애
1351년 (지정 11년) 5월, 원나라 순제가 황하 치수공사를 위해 대규모의 양민을 부역시키자 이를 계기로, 유복통과 한산동의 지휘 아래 백련교도들은 영주에서 대대적인 봉기를 일으켰다. 그들은 홍건(紅巾)을 이름으로 삼았다. 미륵불을 신봉하며, 홍건적을 조직해 원군에 대항하였으며, 안휘성 하남지구를 공격하였다. 이에 원말의 농민 봉기가 시작되었다.
1355년 (지정 15년) 유복통은 한산동의 아들 한림아를 대한송제국 황제로 세워 소명왕(小明王, 또는 소명제(小明帝))이라 칭하고, 보저우(亳州)에 도읍을 정하였다.
1357년, 홍건적은 유복통의 인솔 아래 3개 군으로 나뉘어 대북벌을 개시하여 초반에 카이펑을 점령하는등 큰 승리를 거두기도 했으나, 원나라군의 반격과 내부 갈등으로 북벌이 좌절되며 홍건적의 고려 침공이 발생하였다.
1363년 (지정 23년) 2월 23일 초봄, 장사성이 여진(呂珍)을 보내 안풍을 포위 후 공격하여 유복통을 참살하였다.
이 때 주원장이 구원을 와 여진(呂珍)을 물리친 후 한림아를 구출해내어 저주(滁州)로 맞아들였으나 1366년 (지정 26년), 주원장은 한림아를 강물에 빠뜨려 죽였다고 한다.